# Вовківка (селище)
Вовківка — селище в Україні, у Черкаському районі Черкаської області, у складі Ротмістрівської сільської громади. У селищі мешкає 73 людей.

## Населення

### Мова
Розподіл населення за рідною мовою за даними перепису 2001 року:
| Мова       | Кількість | Відсоток |
| ---------- | --------- | -------- |
| українська | 72        | 98.63%   |
| російська  | 1         | 1.37%    |
| Усього     | 73        | 100%     |